# Takuya Nagata
Takuya Nagata (japanisch 永田 拓也 Nagata Takuya; * 8. September 1990 in der Präfektur Saitama) ist ein japanischer Fußballspieler.

## Karriere
Nagata erlernte das Fußballspielen in der Jugendmannschaft von Urawa Reds. Seinen ersten Vertrag unterschrieb er 2009 bei Urawa Reds. Der Verein spielte in der höchsten Liga des Landes, der J1 League. Für den Verein absolvierte er drei Erstligaspiele. 2011 wurde er an den Zweitligisten Thespa Kusatsu ausgeliehen. Für den Verein absolvierte er 64 Ligaspiele. 2013 kehrte er zu Urawa Reds zurück. 2014 wechselte er zum Zweitligisten Yokohama FC. Für den Verein absolvierte er 100 Ligaspiele. 2019 wechselte er zum Ligakonkurrenten Tokyo Verdy. Für den Verein absolvierte er 11 Ligaspiele. 2020 wechselte er zum Ligakonkurrenten Giravanz Kitakyushu. Am Ende der Saison 2021 stieg er mit dem Verein aus Kitakyūshū als Tabellenvorletzter in die dritte Liga ab.

## Erfolge
Urawa Reds
- J.League Cup

Finalist: 2013